# Roproniidae
Roproniidae – rodzina błonkówek z infrarzędu owadziarek i nadrodziny tybelaków.
Błonkówki o przysadzistej budowy ciele długości od 5 do 10 mm. Oskórek przynajmniej miejscami jest grubo urzeźbiony. Skrzydło przednie cechuje się stosunkowo kompletnym użyłkowaniem. Spośród tergitów metasomy drugi jest najdłuższy. Gaster jest zwarty, w kształcie steru. Hypopygium samicy przypomina formą pług.
Owady te są parazytoidami rośliniarek. Występują w krainach palearktycznej, nearktycznej i orientalnej.
Takson ten wprowadzony został w 1905 roku przez Jamesa Chestera Bradleya. Zalicza się doń dziewięć rodzajów:
- †Beipiaosirex Hong, 1983[3]
- †Jeholoropronia Ren, 1995[4]
- †Liaoropronia Zhang et Zhang, 2001[5]
- †Mesohelorus Martynov, 1925[6]
- †Mesoropronia Rasnitsyn, 1990[7]
- †Paleoropronia Garrouste et al., 2016[8]
- †Protohelorus Kozlov 1968[6]
- Ropronia Provancher, 1886[9]
- Xiphyropronia He et Chen, 1991[10]